# Кеслер Віктор Олександрович
Вікто́р Олекса́ндрович Кесле́р (нар. 14 травня 1973 — 12 червня 2015) — військовослужбовець, старшина Збройних сил України. Загинув під час російсько-української війни.

## Короткий життєпис
Народився в Красногорському Ташкентської області Узбецької РСР. 1985 року родина переїздить на батьківщину матері — до міста Борзна.
Закінчив Конотопське ПТУ № 4, здобув професію столяра. 1991 року призваний на строкову службу, служив у танкових військах. Демобілізувавшись, працював за спеціальністю — столяром. 2006 року оселився в селі Курінь Бахмацького району. Працював на будівництві в Києві.
Мобілізований у лютому 2015 року, пройшов підготовку в 169-му Навчальному центрі «Десна», по тому вирушив у зону бойових дій. Старшина, командир танку, 30-та окрема механізована бригада.
12 червня 2015 опівдні під час артилерійського обстрілу терористами опорного пункту ЗСУ поблизу Луганського загинули двоє танкістів — Віктор Кеслер та Олексій Дуб, поранено навідника Романа Олейнікова (родом з Київської області).
17 червня 2015-го похований на Меморіалі Слави у центрі села Курінь.
Без чоловіка лишилася дружина.

## Нагороди та вшанування
- 22 вересня 2015 року, — за мужність, самовідданість і високий професіоналізм, виявлені у захисті державного суверенітету та територіальної цілісності України, вірність військовій присязі, — нагороджений орденом «За мужність» III ступеня (посмертно)[1].
- 9 травня 2016-го у Курені відкрито й освячено пам'ятник Віктору Кеслеру
- У пам'ять про Героя в Курені з 2016 року існує вулиця Віктора Кеслера